# لاینفلدن-اشتردینگن
شهر لاینفلدن-اشتردینگن (به آلمانی: Leinfelden-Echterdingen) در ایالت بادن-وورتمبرگ در کشور آلمان واقع شده‌است.